# Hell Morgan's Girl
Hell Morgan's Girl er en amerikansk stumfilm fra 1917 af Joe De Grasse.

## Medvirkende
- Dorothy Phillips som Lola.
- William Stowell som Roger Curwell.
- Lon Chaney som Sleter Noble.
- Lillian Rosine
- Joseph W. Girard som Oliver Curwell.